# عبد اللطيف ولد عبد الله
عبد اللطيف ولد عبد الله، كاتب وروائي جزائري من مواليد عام 1988. صُدر له حتى الآن ثلاث روايات منها رواية «خارج السيطرة» الفائزة بالجائزة الثالثة لعلي معاشي عام 2018 ورواية «عين حمورابي» التي ترشحت ضمن القائمة القصيرة للجائزة العالمية للرواية العربية عام 2021. كما له العديد من المقالات والنصوص المنشورة في عدد من الصحف والمواقع الإلكترونية العربية منها القدس العربيّ وإلترا صوت.

## السيرة الأدبية
ولد عبد الله في غرب الجزائر تحديدًا في ولاية مستغانم عام 1988. تخرج في جامعة الجزائر ونال على شهادة في الهندسية المعمارية.  بدأ مشواره الأدبي بكاتبة المقالات والنصوص تتناول مواضيع ثقافية في عدد من الصحف العربية والمواقع الإلكترونية منها جريدة القدس العربيّ وإلترا صوت. وفي عام 2016، أصدر روايته البوليسية الأولى بعنوان «خارج السيطرة» والتي فازت بالجائزة الثانية لعلي معاشي في عام 2018 وتقع أحداثها بين مدينتي معسكر ووهران. وفي عام 2018، أصدر كتابه الثاني «التبرج» وهي رواية سيكولوجية نفسية عكست بعض التجارب عاشها عبد الله في حياته كما أنها تسلط الضوء على فئة مرضى السرطان وتدور أغلب أحداثها في مستشفى حكومي. وأصدر روايته الثالثة «عين حمورابي» في عام 2020 عن دار ميم للنشر والتوزيع ومنشورات مسكلياني. وهي رواية بوليسية بطلها شخص يدعى وحيد حمراس الذي يرجع للجزائر بعد سنوات من الاغتراب في ألمانيا وهناك يقول بالعمل مع فرقة التنقيب عن الآثار للكتب عن مدينة أثرية قديمة على الحدود مع بلد مجاور وتحدث جريمة قتل وتتصاعد الأحداث مما يخلق عداء ومشاكل لدى السكان الأصليين. فاز روايته «خارج السيطرة» على الجائزة الثالثة لعلي معاشي في عام 2018، وترشحت روايته «عين حمورابي» ضمن القائمة القصيرة للجائزة العالمية للرواية العربية – البوكر 2021.

## المؤلفات
- خارج السيطرة، منشورات ضفاف، 2016
- التبرج، منشورات ضفاف، 2019
- عين حمورابي، دار ميم للنشر والتوزيع، 2020

## الجوائز والترشيحات
- نال على الجائزة الثانية لعلي معاشي عن روايته «خارج السيطرة»، عام 2018. (وكالة الأنباء الجزائرية)
- ترشحت روايته «عين حمورابي» للجائزة العالمية للرواية العربية عام 2021.